# Mengues
Mengues ou Mengnes est un village de la Région du Littoral du Cameroun, situé dans la commune de Ngambe. 

## Population et développement
En 1967, la population de Mengues était de 55 habitants, essentiellement des Babimbi du peuple Bassa. La population de Mengues était de 47 habitants dont 27 hommes et 20 femmes, lors du recensement de 2005.  